# Graham (Washington)
Pour les articles homonymes, voir Graham.
Graham est une census-designated place (CDP) située dans le comté de Pierce, dans l'État de Washington.